# 분할투표제
분할투표제(독일어: panaschieren)는 정당명부 비례대표제로 실시되는 선거에서 여러 개의 투표권이 유권자에 주어진 경우, 유권자가 한 정당 소속후보가 아닌 여러 정당후보에 나누어 투표할 수 있도록 한 제도를 지칭한다. 유권자가 투표한 표는 정당명부에 투표 비율에 따라 할당된다.
스위스 연방의회와 지방의회 선거에서 분할투표가 허용된다. 그리고 룩셈부르크 의회선거에서도 분할투표가 허용된다. 독일의 경우 브레멘과 함부르크 주의회 선거과 기초의회 선거에서 분산투표가 활용되고 있고, 바덴뷔르템베르크와 바이에른, 브란덴부르크, 헤센, 메클렌부르크포어포메른, 니더작센, 라인란트팔츠, 작센, 작센안할트, 튀링엔의 기초의회선거에 활용되고 있다. 리히텐슈타인 선거에서도 분할투표가 허용된다. 그외에 스페인 상원의원 중 2-4인 선거구의 경우 분할 투표가 허용된다.
반면 유권자가 여러 표를 특정 후보에게게 집중해서 투표할 수 있도한 제도를 누적투표제라 칭한다. 일반적으로 누적투표제와 분할투표제가 함께 사용된다. 예외적으로 리히텐슈타인의 경우 분할투표는 허용되지만 누적투표는 허용되지 않는다.

## 같이 보기
- 누적투표제